# محافظ شخصی (فیلم ۱۹۸۲)

فرانکا استوپی در صحنه‌ای از فیلم.

محافظ شخصی (انگلیسی: La gorilla) یک فیلم کمدی سکسی سبک ایتالیایی به کارگردانی رومولو گوئریری است که در سال ۱۹۸۲ منتشر شد.

## گزیدهٔ بازیگران
- لُری دل سانتو
- تولیو سولنگی
- جورجو براکاردی
- رناتو چکتو
- اوگو فانگارجی
- ماسیمو وانی
- جانفرانکو دانجلو
- فرانکا استوپی